# 노르웨이-대한민국 관계
대한민국과 노르웨이는 한국전쟁 때 첫 인연을 맺었으며, 노르웨이는 한국에 의료지원을 파병하였다. 특히 노르매시로 잘 알려진 노르웨의 야전군병원은 오늘날 동두천의 문화재가 될 정도로 활약상이 잘 알려져있다. 이후 양국은 1959년에 수교하였다. 두 나라 모두 OECD 회원국이다. 1963년에는 한국노르웨이협회를 설립하여 양국 간 친선 및 교류를 오늘날까지 도모하고 있다. 한국은 노르웨이로부터 고등어를 수입하는 국가 중 하나이다.

## 관계의 발전
- 1959년 외교 관계 수립

## 같이 보기
- 6.25 전쟁 의료지원단 파견 국가